# Donny Vomit
Donny Vomit (12 de Março de 1979, Norman, Oklahoma) é um performer do mundo Freakshow.
Vomit é um espetáculo à parte. Por mais de uma década Vomit vem realizando apresentações estranhas, bizarras e macabras como Human Blockhead, com malabarismo com serra elétrica, armadilhas de animais, cadeira elétrica, caixa com lâminas, camisa de força, cama de pregos, cacos de vidro, e truques de engolir fogo.
Em 2003, ele começou a se apresentar no freakshow Coney Island EUA's pelo litoral.
Vomit também atua fazendo shows de Human Blockhead no Coney Island Lager.